# Hideki Sahara
Hideki Sahara (jap. 佐原 秀樹 Sahara Hideki; ur. 15 maja 1978) – japoński piłkarz występujący na pozycji obrońcy.

## Kariera klubowa
Od 1997 do 2010 roku występował w klubach Kawasaki Frontale, Grêmio i FC Tokyo.